# Мяо Тянь (веслувальниця)
Мяо Тянь (кит.: 苗甜; нар. 18 січня 1993) — китайська веслувальниця, бронзова призерка Олімпійських ігор 2020 року.

## Виступи на Олімпіадах
| Олімпіада           | Дисципліна | Місце |
| ------------------- | ---------- | ----- |
| Ріо-де-Жанейро 2016 | двійки     | 7     |
| Токіо 2020          | вісімки    | 3     |

## Зовнішні посилання
- Мяо Тянь — олімпійська статистика на сайті Sports-Reference.com (англ.) (архівна версія)
- Мяо Тянь [Архівовано 30 липня 2021 у Wayback Machine.] на сайті FISA.

1. 1 2  Tian Miao
2. ↑  Miao Tian
3. ↑  https://olympics.com/tokyo-2020/olympic-games/en/results/rowing/athlete-profile-n1311574-miao-tian.htm